# Poul Ruders
Poul Ruders (Ringsted, 27 maart 1949) is een Deense componist. Hij is opgeleid als organist, en verder autodidact.
Ruders is een buitenlands lid van de Royal Academy of Music.

## Werk
Opera
- Tjenerindens fortælling
- Proces Kafka

Orkest
- Concerto in Pieces
- Nightshade (1986)
- Tundra
- Gong
- Vijf symfonieën (Symfonie nr. 1, Symfonie nr. 3, Symfonie nr. 4)

- Bibliothèque nationale de France: cb124726806 (data)
- CiNii: DA12935615
- Gemeinsame Normdatei: 125843402
- International Standard Name Identifier: 0000 0001 1085 6417
- Library of Congress Control Number: n79090851
- Nationale Bibliotheek van Letland: 000113782
- MusicBrainz: 8da6e04f-58bb-4681-a954-3c0f22cfdfbe
- Nationale Bibliotheek van Israël: 987007328267505171
- Nederlandse Thesaurus van Auteursnamen: 148384803
- LIBRIS: 292922
- SNAC: w65t4mtc
- Système universitaire de documentation: 085491845
- Virtual International Authority File: 117211842
- WorldCat: E39PBJppDQQGBJcpdb63CCX8G3